# Utne Reader
Utne Reader ist eine seit 1984 bestehende US-amerikanische Kultur-Zeitschrift mit zweimonatlichem Turnus.

## Kennzeichen
Das Magazin sammelt und sorgt durch Nachdrucken für die Verbreitung von Informationen, Kommentaren und Rezensionen. Auch Musik und DVDs sind inbegriffen. Zusätzlich fügen die Herausgeber eigene Originalartikel hinzu, die zu zeitgenössischen Kulturtrends Stellung nehmen.

## Geschichte
Das Magazin wurde 1984 gegründet von Eric Utne and Nina Utne. 2004 kam es vorübergehend zu einem Namenswechsel. Im Jahre 2006 wurde die Zeitschrift verkauft an den Verlag Ogden Publications, der mit Publikationen wie Mother Earth News und Natural Home auf dem US-Markt vertreten ist. Der Name „Utne Reader“ wurde erneuert, das Magazin widmete sich erneut den ursprünglichen Zielen, „the best of the alternative press“ einem breiteren Leserpublikum verfügbar zu machen.
Laut Kommentator der New York Times ist Utne Reader entstanden als Teil der Salon Bewegung der 1980er, die der kulturpolitischen Debatte über aktuelle zeitgenössische Fragen gewidmet war.

## Utne Independent Press Awards
Alljährlich vergibt eine Jury der Zeitschrift die Utne Independent Press Awards. Diese ehren alternative und unabhängige englischsprachige Zeitschriften weltweit. Gewinner im Jahr 2006 waren  Wilson Quarterly, In These Times und 28 Pages Lovingly Bound with Twine.